# 塞山 (辛普隆)
46°10′57″N 8°06′58″E / 46.182533°N 8.11617°E

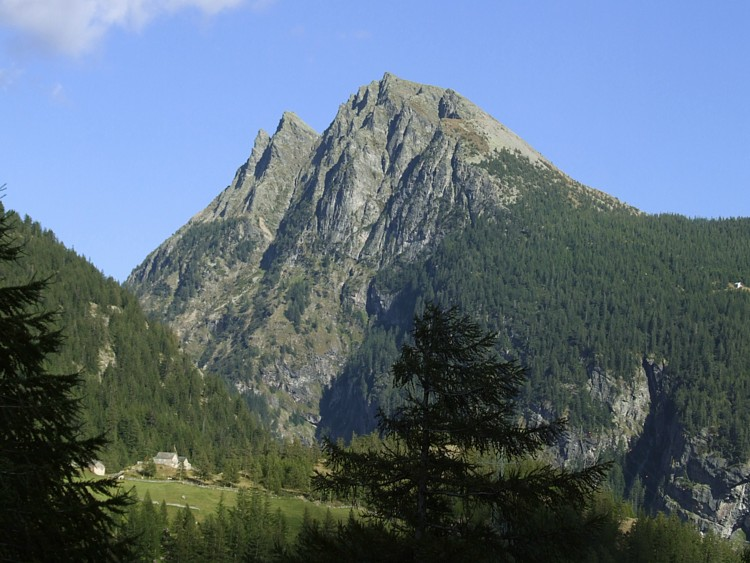

塞山（Seehorn），是瑞士的山峰，位於該國西南部，由瓦萊州負責管轄，屬於本寧阿爾卑斯山脈的一部分，海拔高度2,439米，每年平均降雨量2,221毫米。